# Bowling

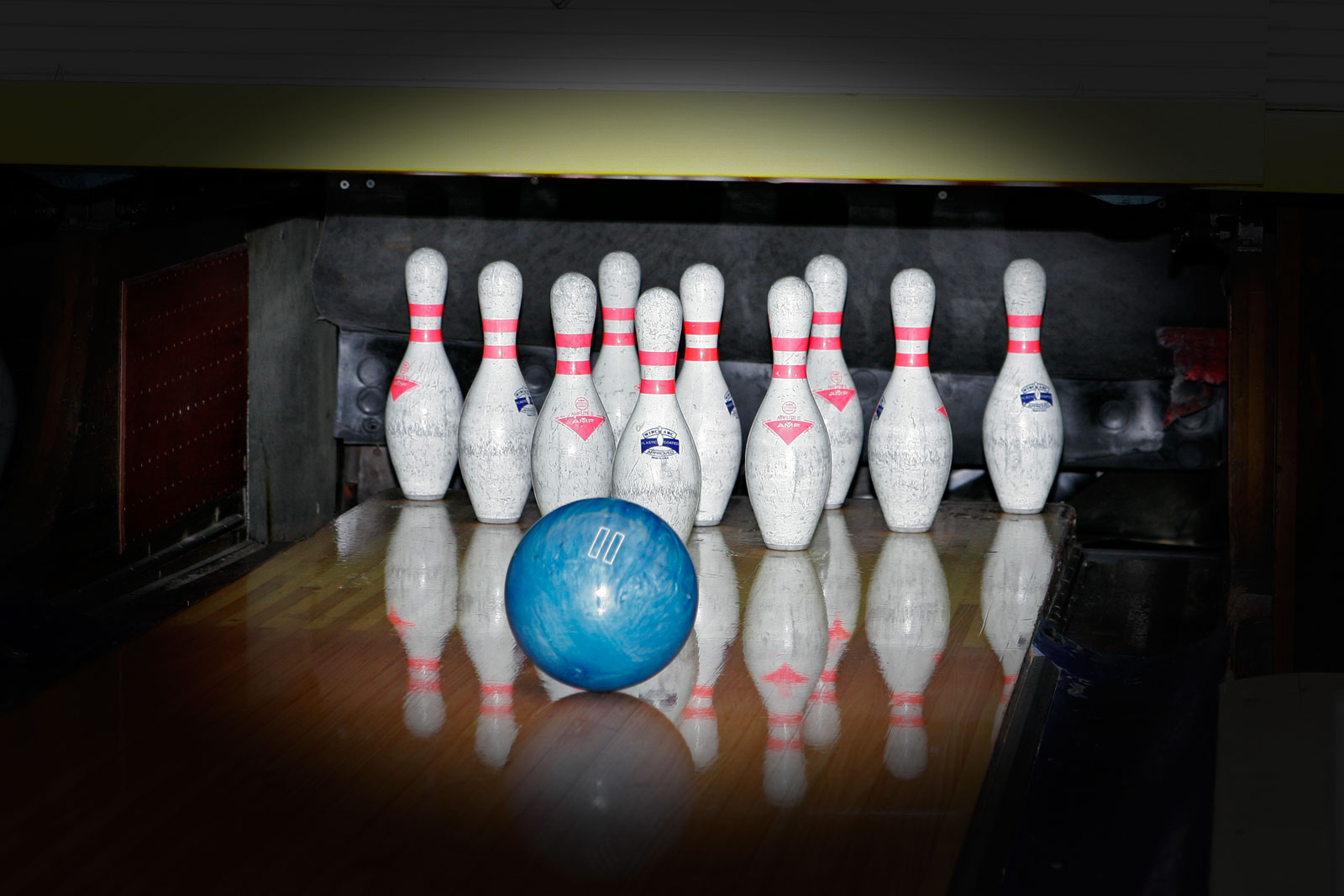
Bowling-Ball und Pins

Bowling ist eine in der Mitte des 19. Jahrhunderts in den Vereinigten Staaten entstandene Variante des Präzisionssports Kegeln, bei dem ein Ball, der mit Bohrungen für die Finger versehen ist, auf eine Formation von zehn Kegeln, auch Pins genannt, geworfen wird. Bowling ist eine Hallensportart, bei der der Spieler versucht, so viele Kegel wie möglich am Ende der Bahn mit einer geworfenen Kugel zu treffen.
Obwohl das Spiel in seiner aktuellen Form Mitte des 19. Jahrhunderts entstanden ist, kann sein Vorgänger bereits im 4. Jahrtausend vor Christus gefunden werden. Obwohl das Spiel dem Kegelspiel ähnlich ist, gibt es Unterschiede zwischen den beiden Sportarten. Zum Bowling benötigt man eine Bowlingbahn mit zehn Kegeln, eine spezielle Bowlingkugel und spezielle Schuhe sind auch empfehlenswert. Beim Kegeln gibt es auf der Bahn nur neun Kegel und auch die Kugel ist unterschiedlich.
Während eines Bowlingspiels wirft der Spieler in zehn Runden auf die Kegel und versucht, sie alle zu treffen. Wenn er es nicht im ersten Wurf einer Runde schafft, hat er noch einen zweiten Wurf zur Verfügung. Wenn er im letzten – dem zehnten – Durchgang alle Kegel spätestens mit dem zweiten Wurf trifft, wirft er in dieser Runde ein drittes Mal. Für das gesamte Spiel können maximal 300 Punkte erzielt werden, wobei die getroffenen Kegel gezählt werden und zusätzlich, im Falle dass alle Kegel getroffen wurden, gibt es Bonuspunkte.
Ein Vorteil des Bowlings ist, dass es keine signifikanten körperlichen Einschränkungen für die Spieler gibt, sodass sowohl jüngere als auch ältere Spieler gegeneinander antreten können. Durch den schnellen Spielerwechsel auf der Bahn ist das Spiel spannend und dynamisch, da die Spieler ihre aktuellen Ergebnisse und Punktegewinne miteinander vergleichen können. Es handelt sich um einen bequemen und sicheren Sport, der dank der Tatsache, dass seine Spiele in Innenräumen ausgetragen werden, unabhängig von möglichen schlechten Wetterbedingungen ist.

## Geschichte

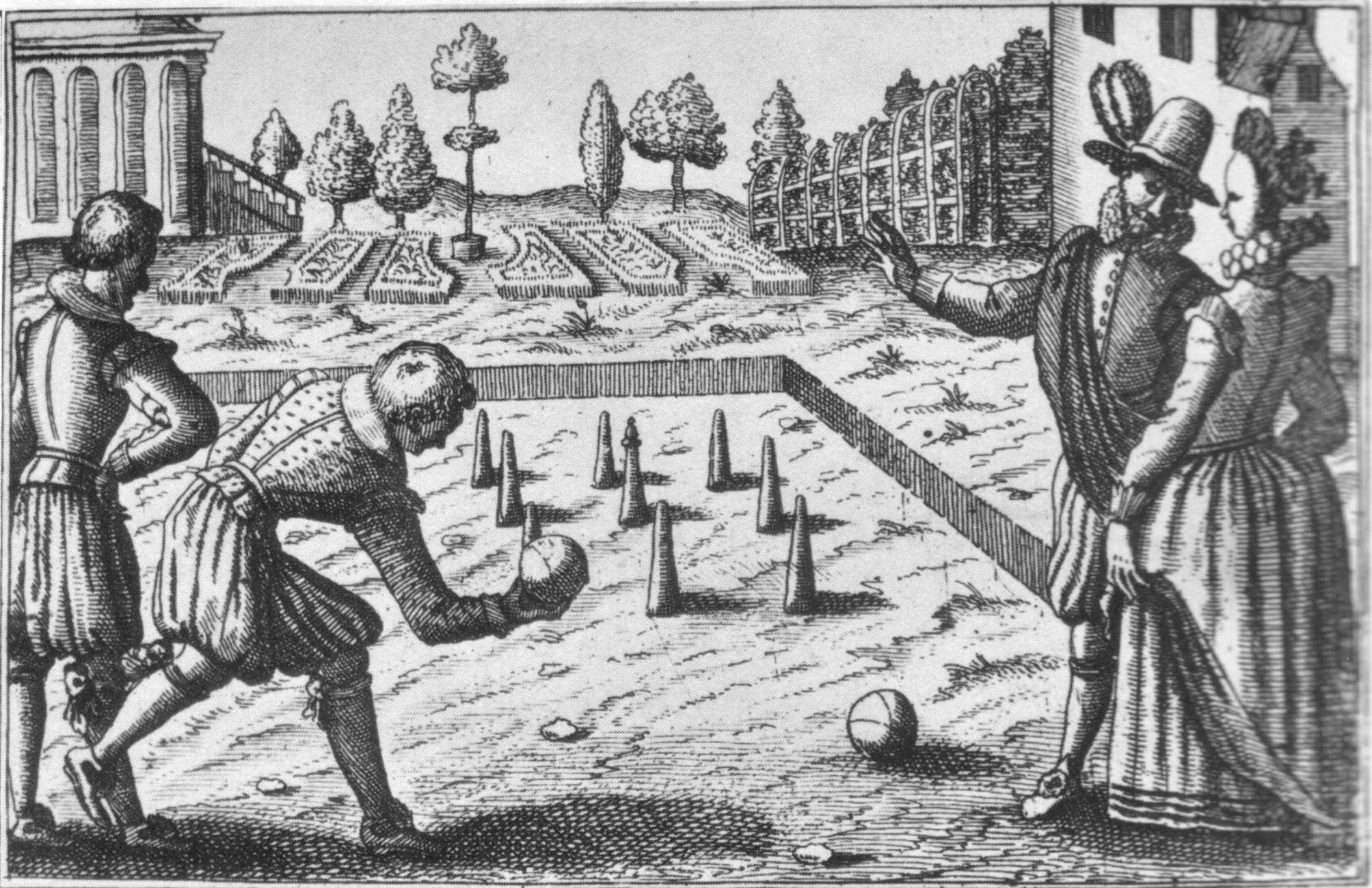
Holzschnitt, 16. Jahrhundert

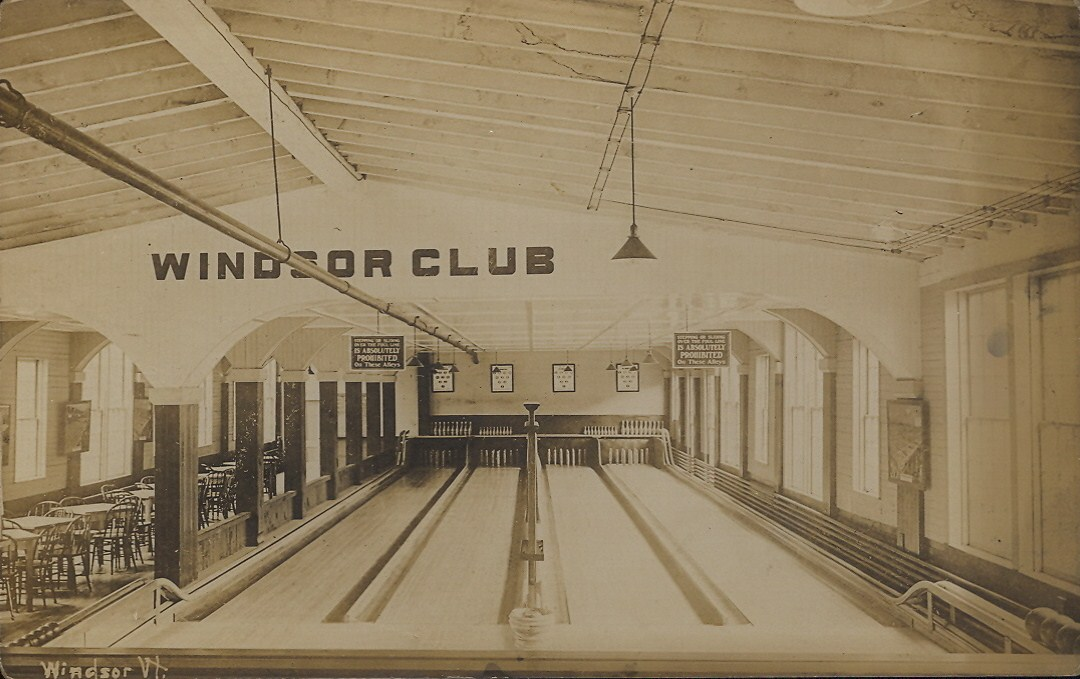
Bowlingbahnen im Windsor Club, um 1910

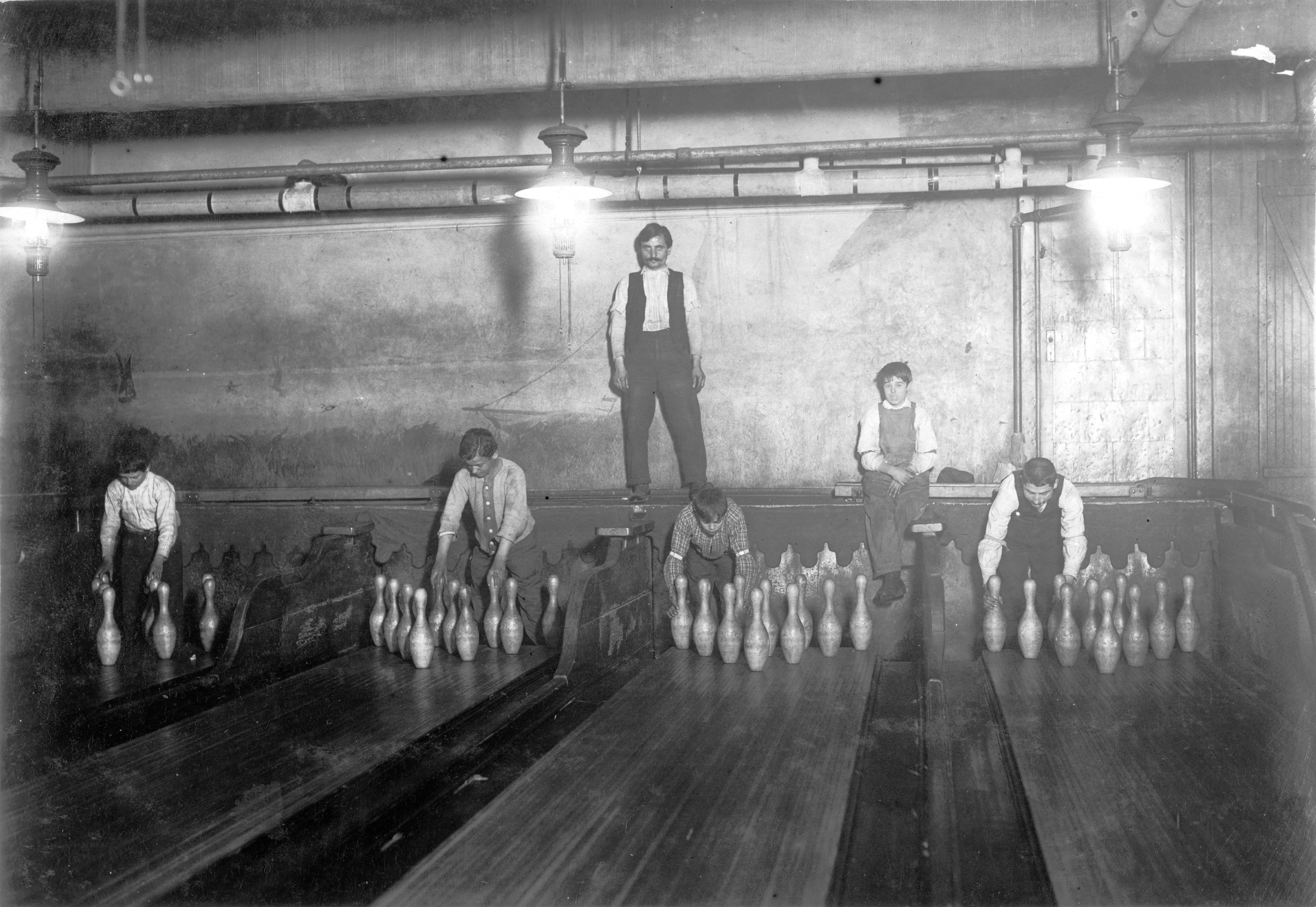
Kegeljungen, um 1910

Bowling entstand in den USA aus dem europäischen Kegeln, das von deutschen und niederländischen Einwanderern mit in die neue Welt gebracht worden war. Vorläufer des Kegelns waren vermutlich schon im Ägypten des Altertums bekannt. Auch anderswo wurden ähnliche Spiele entwickelt. Das moderne Kegeln entstand im Mittelalter und verbreitete sich in dieser Zeit in Westeuropa. Der Anlass für das Entstehen von Bowling war ein Kegelverbot 1837 in Connecticut. Das Verbot des Spiels auf Lattenbahnen mit neun Kegeln war erfolgt, da oft Geld eingesetzt und auch betrogen wurde. Um das Verbot zu umgehen, fügte man den neun Kegeln einen zehnten hinzu, stellte diese im Dreieck statt im Viereck auf, nannte sie „Pins“ und das neue Spiel „Bowling“. Die auf diese Weise geborene neue Sportart verbreitete sich rasch und ist weiter verbreitet als das herkömmliche Kegeln. 1891 wurde in den USA der American Bowling Congress (kurz: ABC) gegründet.
Das „neue“ Spiel kam zu Beginn des 20. Jahrhunderts nach Europa zurück, verbreitete sich hier in der ersten Jahrhunderthälfte aber nur wenig. Dennoch wurde 1926 die International Bowling Association (kurz: IBA) gegründet. Am 17. Februar 1929 beschloss der Deutsche Keglerbund (kurz: DKB), die so genannte „Amerikabahn“ als Bundesbahn aufzunehmen und sie den bisherigen Bahnspieltypen Asphalt, Schere und Bohle als vierte Bahnart Bowling anzugliedern. Bereits 1931 gab es die ersten deutschen Einzelmeisterschaften der Männer – Frauen und Senioren folgten 1939. Ab 1932 gab es erste Meisterschaften für Vereinsmannschaften der Herren, die Clubmeisterschaften für 3er-Teams wurden 1933 ins Leben gerufen. 1937 gewann Deutschland die erste Goldmedaille bei der Weltmeisterschaft in Berlin.
Während des Zweiten Weltkriegs wurde die IBA aufgelöst. Am 14. Oktober 1950 rief die im Jahre 1949 gegründete „Arbeitsgemeinschaft für Sportkegler“ in Bielefeld wieder den Deutschen Keglerbund e. V. ins Leben. 15 Monate später, am 27. Januar 1952, schloss sich die Bundesrepublik Deutschland dem Weltdachverband FIQ an. In den 1950er- und 1960er-Jahren verbreitete sich das Spiel auf zehn Pins dann immer stärker. Als Ursachen dafür gelten automatische Aufstellmaschinen und erste Übertragungen im Fernsehen. Anfang der Sechzigerjahre wurden die ersten Großanlagen installiert.
Am 27. September 1970 erfolgte der Start der neu gegründeten Bowling-Bundesliga der Männer mit zwölf Clubmannschaften, drei Jahre später die der Frauen. Die Gründung der World Tenpin Bowling Association (kurz: WTBA) erfolgte 1973. Seit 1979 gilt Bowling als olympiawürdig. Am 13. Oktober 1986 hat das IOC die Aufnahme bei den Olympischen Spielen abgelehnt. Bei den Olympischen Spielen 1988 gehörte Bowling zu den Demonstrationswettbewerben, wurde jedoch nicht ins olympische Programm übernommen.

## Spielregeln

Pin-Anordnung

Die Pins sind als gleichseitiges Dreieck mit einer Kantenlänge von 36 in (91,44 cm) angeordnet; eine Spitze des Dreiecks zeigt zum Spieler.
Ein Spiel (Game) besteht aus zehn Durchgängen (Frames). Ziel ist es, in jedem Frame die maximale Anzahl an Pins, also alle zehn, umzuwerfen. Dazu hat ein Spieler pro Frame maximal zwei Würfe. Räumt ein Spieler beim ersten Wurf alle zehn Pins ab, so nennt man das Strike. Werden alle Pins erst mit Hilfe des zweiten Wurfs in einem Frame abgeräumt, so ist das ein Spare. Können auch mit dem zweiten Wurf nicht alle Pins abgeräumt werden, so spricht man von einem Open Frame (offener Durchgang).
Für die zu wertenden Punkte werden pro Frame die umgeworfenen Pins gezählt. Bei einem Spare werden zusätzlich zu den zehn Punkten (für zehn Pins) die Punkte des nächsten Wurfs dazugezählt, die höchste erreichbare Punktzahl ist hierfür also 20 (Spare, im nächsten Frame ein Strike). Beim Strike werden die nächsten zwei Würfe dazugezählt, so dass sich die Höchstpunktzahl je Frame auf 30 erhöht (drei Strikes in Folge). Wird im letzten Frame des Spiels ein Spare erzielt, darf noch ein dritter Ball geworfen werden, um das Ergebnis zu ermitteln. Wird ein Strike geworfen, folgen noch zwei Extrawürfe. Das höchste zu erreichende Ergebnis ist damit 300 Punkte (perfektes Spiel), das heißt zwölf Strikes in Folge in einem Spiel.

## Die Bowlingbahn

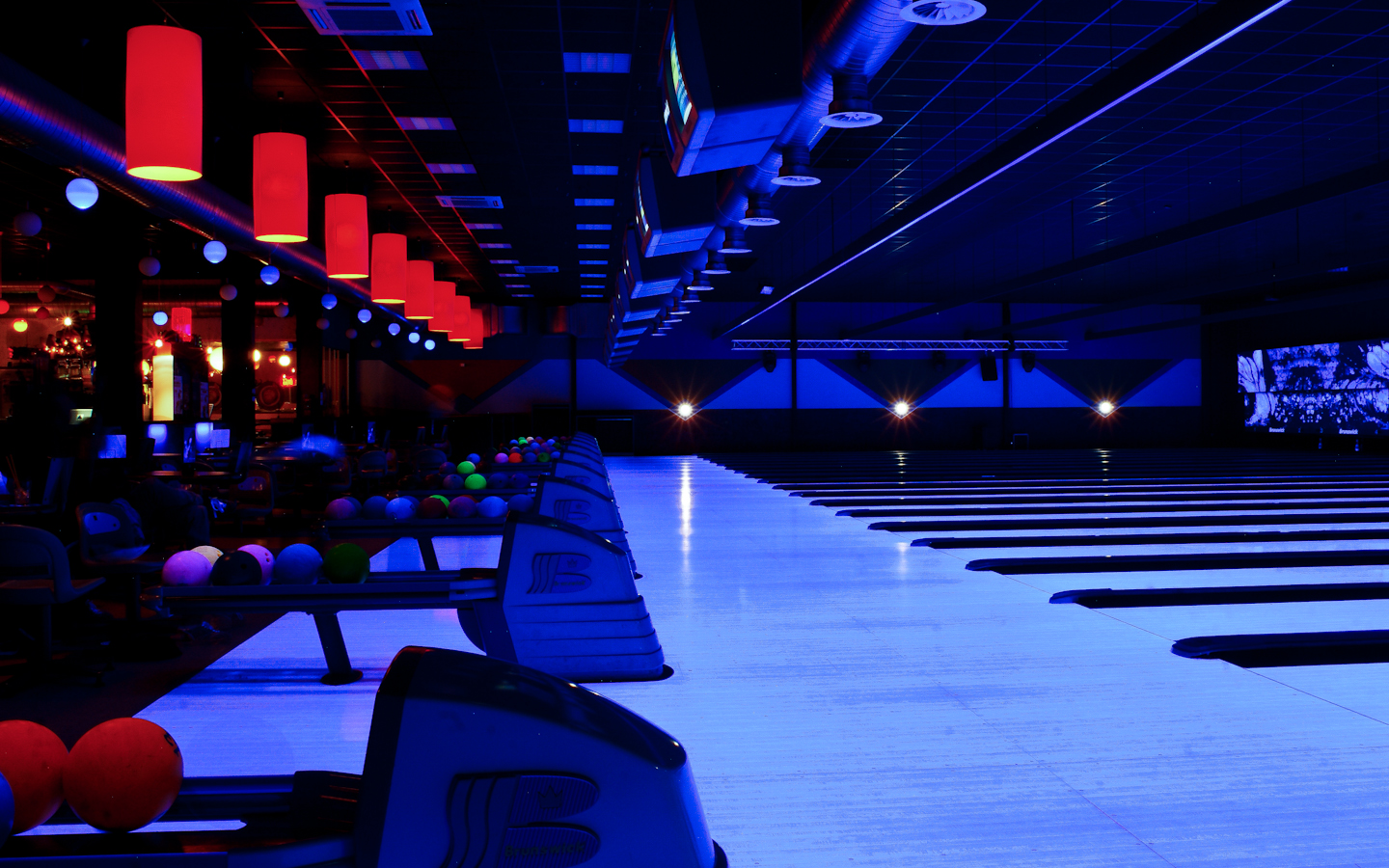
Bowlingbahnen unter UV-Licht

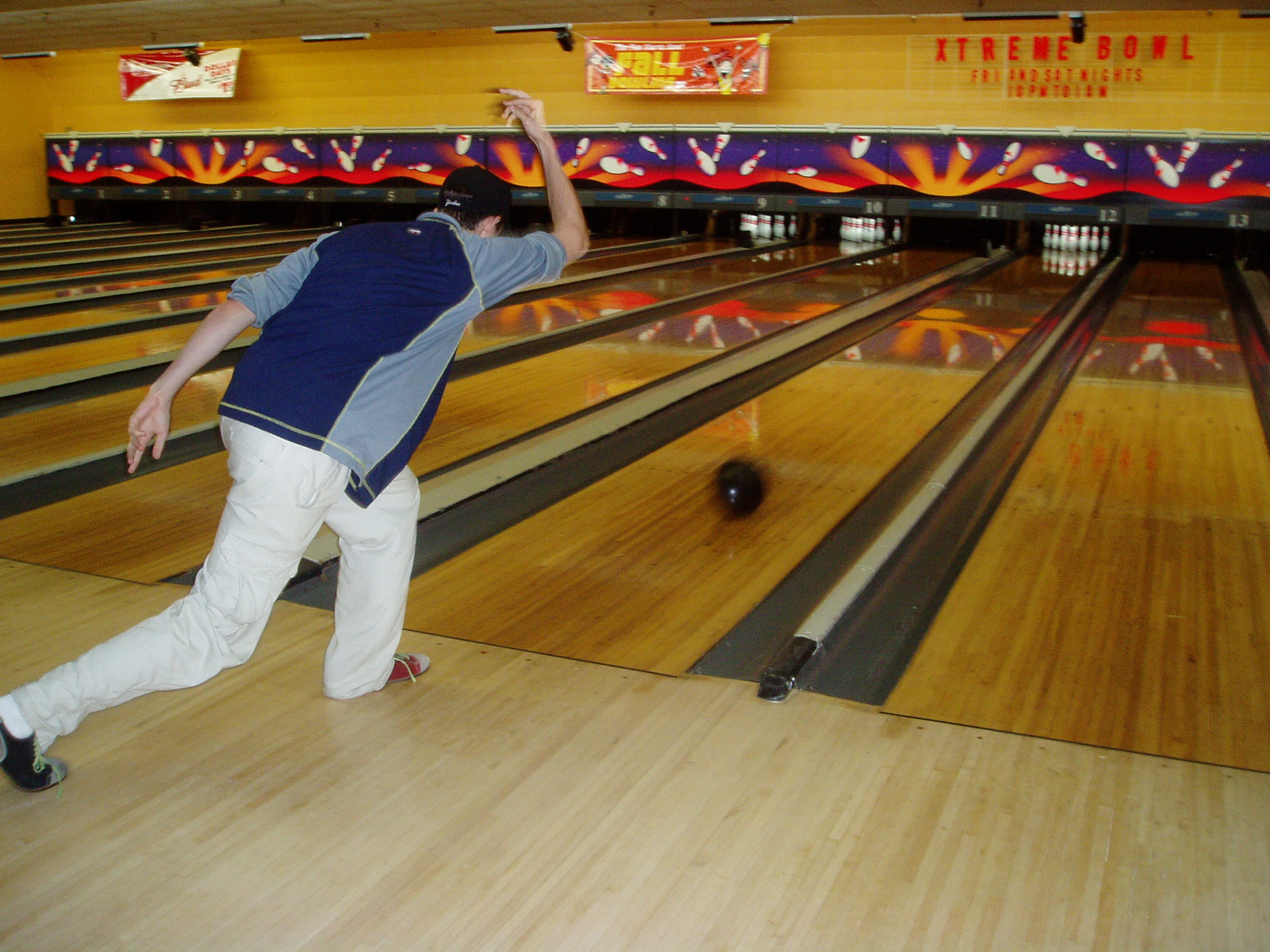
Bowlerwurf

Die Bowlingbahn bestand bis Anfang des 21. Jahrhunderts meist aus lackiertem Holz, seit rund zwei Jahrzehnten gibt es fast nur noch Kunststoffbahnen. Üblicherweise wird sie regelmäßig gewaschen sowie mit einem dünnen Ölfilm überzogen – der letzte Teil der Bahn bleibt trocken. Art und Länge der Ölung richtet sich bei Freizeitanlagen nur danach, dass die Bahn durch die Bowlingbälle weniger beansprucht wird. Bei Sportanlagen mit Ligabowling gibt es eine Vielzahl von „Ölbildern“ mit verschiedenen Schwierigkeitsgraden. Bei einem Hakenball sorgt das Öl dafür, dass die Seitenrotation erst kurz vor den Pins Wirkung zeigt. Eine ungeölte Bahn würde schneller abgenutzt werden und jede Rotation den Ball unmittelbar in die Rinne befördern. Fortgeschrittene Spieler besitzen mehrere Bälle unterschiedlicher Härte und Oberflächenbeschaffenheit, um sich den für Meisterschaften aufgelegten Ölbildern sowie im Spielverlauf den wechselnden Bedingungen durch mehr oder weniger Öl auf der Bahn anzupassen.
Die Bahn wird in folgende Bereiche eingeteilt:
Anlauf (Approach)der Bereich, in dem sich die Spieler bewegen, um ihren Wurf durchzuführen.
Foullinie (Foul Line)eine (meist) schwarze Linie, die Anlauf und Lauffläche voneinander abgrenzt. Zusätzlich ist diese durch eine Lichtschranke mit dem Computer verbunden. Wird diese ausgelöst, so wird für den Wurf ein F (Foul) eingetragen, die gefallenen Pins zählen nicht.
Lauffläche (Lane)der 60 Fuß lange Bereich zwischen Anlauf und Pindeck. Dieser Bereich darf von den Spielern nicht betreten werden – passiert das trotzdem, ist das ein Foul – der Wurf wird mit Null gewertet und die Pins werden wieder aufgestellt. Der Ball durchläuft diesen Bereich auf seinem Weg zu den auf dem Pindeck stehenden Pins. Die verschiedenen Ölbilder machen aber auch für Sportler den Reiz des Spielens aus, da sie je nach Art ein mehr oder weniger anspruchsvolles Spiel verlangen – auch die Ölmenge in Querrichtung ist im Regelfall unterschiedlich. Die Lauffläche ist wiederum in drei jeweils 20 Fuß lange Bereiche unterteilt, die Heads, die Pines und das Backend (ein Bereich zwischen Öl und Pins, der nicht geölt wird, um den Bällen Haftung zu geben und ihnen Zeit zu lassen, einen „Hook“ in Richtung Gasse zu schlagen).
Pindeckder Bereich, in dem die Pins stehen.
Rinne (Gutter)die tieferliegenden Bereiche rechts und links neben Lauffläche und Pindeck.

### Abmessungen
- Breite der Bahn: 41,5 Zoll (1,04 m), Toleranz ±1/2 Zoll
- Länge des Anlaufbereichs: mindestens 15 Fuß (4,57 m)
- Gesamtlänge der Bahn: 62 Fuß und 103/16 Zoll (19,20 m)
- Länge von der Foul-Linie bis zum ersten Pin: 60 Fuß (18,29 m)
- Länge vom ersten Pin bis zum Ende des Pindecks: 343/16 Zoll (0,87 m)

### Die Pins

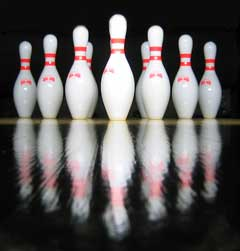
Bowling-Pins

Ein Pin besteht entweder aus einem Holzkern, der mit Kunststoff ummantelt ist (gibt es heute kaum mehr), bzw. vollständig aus Kunststoff. Ein Pin ist 15 in (38,1 cm) hoch und hat einen Durchmesser von 4,75 in (12,06 cm). Die Masse liegt zwischen 3 lbs 6 oz (1,53 kg) und 3 lbs 10 oz (1,64 kg).

### Bahnölung und -pflege

Ölmuster-Erstellungsprogramm für eine Bahnenpflegemaschine. Dieses zeigt die Länge und Verteilung des Öls auf der Bahn an.

Detailliertere Ansicht des Ölmusters

In den letzten zwei Jahrzehnten hat sich die Ölung der Bahn zu einer unverzichtbaren Komponente des Bowlingsports entwickelt, da diese eine Erweiterung des Schwierigkeitsgrads darstellt und der Spieler sich auf unterschiedliche Bahnenverhältnisse ein- und umstellen muss. Ursprünglich diente die Bahnenölung vor allem bei den Holzbahnen als Schutz vor Verschmutzung und Feuchtigkeit, sowie um die Kräfte, die beim Aufkommen der Bälle auf der Bahn entstehen, abzufangen und zu verteilen. Kunststoffbahnen, wie sie vorwiegend vorkommen, sind kaum mehr so empfindlich gegen Verschmutzung und Feuchtigkeit, sehr wohl jedoch gegen die Reibungskräfte der Bälle. Holzbahnen müssen in regelmäßigen Abständen abgeschliffen und neu lackiert werden.
Ende der 1980er und Anfang der 1990er Jahre begann eine wahre Materialschlacht auf dem Bowlingsektor. Ballhersteller entwickelten neue Oberflächen (siehe Der Ball), die dem Öl trotzen, worauf die Bahnenhersteller neue Ölungen bereitstellten. Dieses Wechselspiel hat sich fortgesetzt. Seit einigen Jahren gibt es im Sportbowling vorgeschriebene Standards bei den Ölungen.
Eine gute Bahnpflegemaschine beherrscht diverse Varianten von Ölmustern. Diese Maschinen fahren über die Bahn, waschen zuerst den abgenutzten Ölfilm und den Schmutz weg und tragen parallel dazu einen neuen Ölfilm auf. Bei internationalen Meisterschaften bzw. großen Turnieren hängt das verwendete Ölmuster in der Regel zur Information für die Spieler aus (siehe Grafiken). Die Bahnen werden dann vor jedem neuen Durchgang geölt, um einen gleichbleibenden Standard und damit möglichst gleiche Chancen für alle Spieler zu gewährleisten.
Im täglichen Spielbetrieb ist eine häufige Ölung aus Kostengründen nicht möglich. Hier unterscheiden sich die Bahnbetreiber in ihrer Kundenausrichtung. Eher auf Spaßpublikum abzielende Betreiber betreiben lediglich eingeschränkte Bahnpflege (dies oft nur einmal in der Woche), was sowohl zum Ausbleiben von Sportbowlern als auch zu einem schnelleren Verschleiß der Bahnoberfläche führt. Bahnbetreiber, die auch Sportbowler ansprechen wollen, ölen ihre Bahnen dementsprechend häufiger.

### Pinsetter
Bis in die 1950er und 1960er Jahre geschah das Aufstellen der Pins manuell oder semiautomatisch. In diesem Zeitraum wurden jedoch mechanische Vollautomaten entwickelt, die Pinsetter oder Pinspotter genannt werden und zur Standardausrüstung von Bowlingbahnen gehören. Zu den Pionieren auf dem Gebiet gehören die Unternehmen Brunswick und American Machine and Foundry (AMF). Aufgrund der Ausgereiftheit der Geräte ist es keine Seltenheit, dass sie 50 oder mehr Jahre in Betrieb sind. Nachträglich wurden sie in der Regel durch Zählsysteme ergänzt.
In einigen Bowlingcentern finden sich auch Seil-Pinsetter, falls kein Sportbowling betrieben wird. Diese haben den Vorteil gegenüber den seillosen Pinsettern, dass sie bei relativ geringem technischem Support arbeiten. Nachteil ist allerdings, dass der Pinfall aufgrund der Seile beeinträchtigt wird. Der Reibungswiderstand der Seile ist zu vernachlässigen und hat keine Auswirkung auf das Fallergebnis. Allerdings kann es selten passieren, dass die Flugbahn eines getroffenen Pins so verläuft, dass sein Seil andere Seile oder Pins mitreißt, ohne dass diese Pins selbst getroffen wurden. Wichtiger ist allerdings, dass die Seil-Pinsetter die sogenannte „Spot-off-Position“ eines Pins nicht herstellen können. Man versteht darunter, dass ein Pin beim ersten Wurf von seiner ursprünglichen Standposition verschoben werden kann, ohne zu fallen. Beim zweiten Wurf soll aber der Pin dort stehen, wo er hingeschoben wurde. Die Seilmaschine setzt ihn aber auf seine ursprüngliche Position zurück. Daher sind Bahnen mit diesen Pinsettern zu offiziellen Wettkämpfen nicht zugelassen.

### Zählsysteme
Das Zählen beim Bowling erfolgt heutzutage meistens automatisch. Vor Einführung der Bahncomputer wurde per Hand gezählt. Zunächst mittels Spielformularen aus Papier, auf denen die Ergebnisse eingetragen wurden. Später in den 1960er Jahren gab es schon Projektoren, die das Ergebnis auf eine Tafel projizierten, noch musste von Hand eingetragen werden. Das erfolgte mit einem abwischbaren Stift auf transparenter Folie.
Seit den 1970er Jahren lösten automatische Zählsysteme das manuelle Aufschreiben und Zusammenrechnen nach und nach ab. Eine optische Leseeinheit (Kamera, Lichtschranke, Infrarotsensoren) liest den Stand der verbleibenden Pins aus und überträgt das Ergebnis zu einem Computersystem, welches den Punktestand automatisch ausrechnet. Bei fehlerhaftem Zählen des Systems, z. B. wenn ein umgeworfener Pin nicht registriert wird, kann das Ergebnis manuell am Computerpult der Bahn korrigiert werden. An den Grundlagen dieses Systems hat sich nichts Wesentliches geändert, außer dass die einst grünen Tabellen durch bunte Bildschirmanimationen abgelöst wurden.

## Der Ball

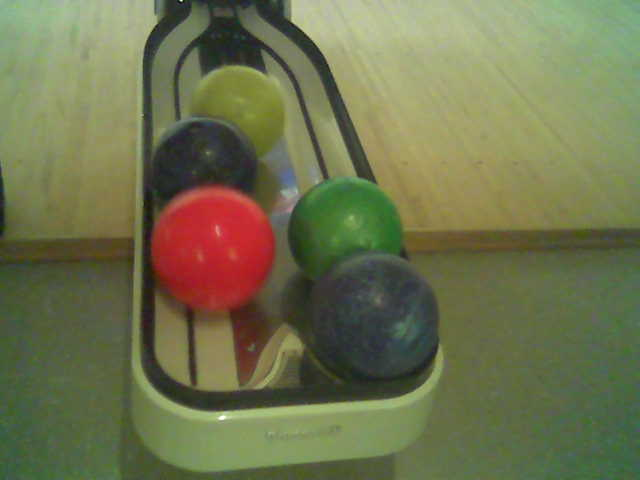
Bowling-Bälle

### Typen
Man unterscheidet grundsätzlich zwei Arten von Bowlingbällen: Reaktivbälle (auch Strikebälle genannt) und Plastikbälle (auch Räum- oder Sparebälle genannt). Die von der Bowlingbahn bereitgestellten Hausbälle sind im Normalfall Plastikbälle. Meist besitzen nur erfahrene Spieler Reaktivbälle, da sie mit der Spieltechnik des Andrehens vertraut sind. Diese besonderen Bälle sind durch ihren Kern und ihre raue Oberfläche in der Lage, einen Haken zu schlagen, was beim Anwurf einen optimalen Einschlag erlaubt (siehe Der Strikeball). Der gemeine Räumball mit Plastikschale und ohne Kern kann dies nur äußerst bedingt, weshalb er sich zum Geradeausspielen, wie beim Spare, oder bei Anfängern am besten eignet (siehe Der Spareball).
Der Durchmesser der Bälle beträgt nicht mehr als 8,5 Zoll. Das entspricht einem Durchmesser von 218,3 mm. Das Gewicht eines Bowlingballs liegt zwischen 6 lbs und 16 lbs (entspricht 2,7 bis 7,2 kg) und steht häufig auf der Außenseite des Balls. Die ½ lbs-Schritte sind selten.

#### Der Strikeball
Der Strikeball (auch Hakenball, Reaktivball oder Anwurfball genannt) wird zum Anwurf, also zum Wurf auf alle zehn Pins verwendet. Durch seine Laufeigenschaft – den Bogen bzw. Haken – den der Ball schlägt, sowie durch die Energie, die der Ball beim Lauf aufbaut, soll mit diesem Ball ein Strike erzielt werden bzw. das Umwerfen der größtmöglichen Anzahl an Pins. Da der Ball einen Bogen macht (bei Rechtshändern nach links bzw. bei Linkshändern nach rechts), soll hier der ideale Eingang in die Gasse (bei Rechtshändern zwischen Pin 1 und 3) erzielt werden, wodurch der Pinfall für einen Strike ermöglicht wird.
Der Ball besteht aus drei Komponenten, dem Coverstock (äußere Schale), dem Core (Kern) und einem Füllmaterial, das den Raum zwischen Kern und Coverstock ausfüllt und je nach Verdichtung zur Regulierung des Gewichts dient.
Der Coverstock wird aus einer großen Vielfalt verschiedener Kunststoffverbindungen hergestellt. Viele Firmen haben eigene, rechtlich geschützte Namen dafür. Jede dieser Oberflächen unterscheidet sich in der Zusammensetzung des Kunststoffs und diverser darin eingearbeiteter Fremdkörper (Partikel). Die Oberflächen werden je nach Eigenschaften des Balls „gesanded“, also angeschliffen, oder „polished“ – poliert. Dies muss in einem „Ball-Steckbrief“ angeführt sein. Anschleifen steht für raue und griffige Oberflächen bei so genannten „Öl-Bällen“; diese werden auf frisch bzw. stark geölten Bahnen eingesetzt. Sie greifen früher auch „noch im Öl“ und können daher früher anrollen und somit die „Backend Motion“, den Curve oder Hook, ausführen. Polierte Bälle hingegen sind für trockene oder abgespielte Bahnen. Diese haben eine längere Gleitphase und können dann trotzdem noch genug Energie aufbauen.
Der Kern, auch Core genannt, ist der hoch verdichtete Mittelpunkt eines Strikeballs. Die Kerne haben sich im Laufe der Jahre stark weiterentwickelt. Aus anfangs birnen- oder flaschenförmige Teilen entwickelte sich eine Vielzahl von Variationen. Die Position des Kerns wird durch den so genannten PIN auf dem Ball angezeigt. Der Pin ist ein farbig markierter Punkt von gut einem Zentimeter Durchmesser. Der PIN bezeichnet aber nicht den Schwerpunkt des Balls, sondern dieser wird gesondert vermessen und markiert, meist durch einen kleinen, eingestanzten Punkt. Mit Hilfe des Schwerpunkts und der PIN-Stellung kann man durch eine entsprechende Bohrung des Balls die Laufeigenschaften beeinflussen (siehe Bohrung). Des Weiteren beeinflusst die Entfernung des Kerns von der Schale die Laufeigenschaften. Dies nennt man RG (Radius of Gyration). Dieser Wert wird in Zoll ausgedrückt, daher unterscheidet man zwischen High RG- und Low RG-Bällen. Je kleiner (lower) das RG ist, desto leichter ist der Ball in Rotation zu versetzen.

Ballgewichte

Durch die Bohrung im Zusammenspiel mit dem Kern bekommt der Ball eine gewollte Unwucht, die beim Einschlag in den Pins hilft, mehr Dynamik zu erzeugen. Diese Unwucht wird durch internationale Regeln auf maximal eine Unze mehr Gewicht in Richtung der Finger oder des Daumens (vom Griffzentrum aus) und maximal einer Unze (drei Unzen seit August 2018 für Bälle ohne Ausgleichsbohrung) mehr Gewicht auf die linke oder rechte Seite (ebenfalls vom Griffzentrum aus) sowie maximal drei Unzen mehr Gewicht auf der Seite des Griffzentrums (topweight) oder gegenüber dem Griffzentrum (bottomweight) begrenzt. Die früher gebräuchliche Ausgleichsbohrung ist mit den Regeländerungen der USBC seit dem 31. Juli 2020 für die meisten offiziellen Turniere nicht mehr zugelassen.
Durch das Zusammenspiel der oben genannten Komponenten werden die Laufeigenschaften des Balles bestimmt. Diese Laufeigenschaften sind z. B. die Länge des Balllaufs, die Art des Bogens (Hook) und die Geschwindigkeit (Energie), die der Ball beim „hooken“ aufbaut.

#### Der Spareball
Der Name „Spareball“ hat sich erst nach der Entwicklung anderer Schalenmaterialien (Polyurethan 1982; Reactive Polyurethane 1992) eingebürgert. Der Spareball wiederum macht keinen Haken oder Bogen, sondern läuft geradeaus. Dieser wird zum Abräumen von stehen gebliebenen Pins verwendet.
Räumbälle, auch Hausbälle oder Sparebälle genannt, bestehen meist aus Polyester, welches deutlich weniger Reibung als Polyurethan entwickeln kann. Diese Räumbälle haben in der Regel einen „Pancake“-Kern, der ein Differenzial von 0,019 Inch aufweist. Durch die Kombination von Schale und Kern erzeugen diese Bälle ihren geraden Lauf. Dies ist aber nicht zwingend, da bei gewissen Pin-Stellungen auch der Strikeball (mit Bogen) zum Abräumen verwendet werden kann.
Heute gibt es für Strikebälle (im Regelfall viel dezenter) ebenso wie für Sparebälle viele bunte Designs – der Fantasie von Designs und Bildern sind kaum Grenzen gesetzt. Es gibt „Show-Bälle“, welche aus einem klaren Kunststoff bestehen und eine Figur oder Symbol in der Mitte eingegossen haben (z. B. Schlangen, Totenköpfe). Ein Spareball wird wie ein Strikeball ebenfalls an die Hand des Spielers angepasst (siehe Bohrung).
Die Hausbälle sind eher schlicht gehaltene Polyesterbälle, die meist farblich nach Gewicht abgestimmt sind (gleiches Gewicht, gleiche Farbe). Sie liegen in den Bowlingcentern meist zwischen 6 und 16 lbs und sind alle konventional vorgebohrt. Der Spieler muss sich durch eine Reihe von Bällen durchprobieren, um einen passenden Ball zu finden.

### Die Bohrung

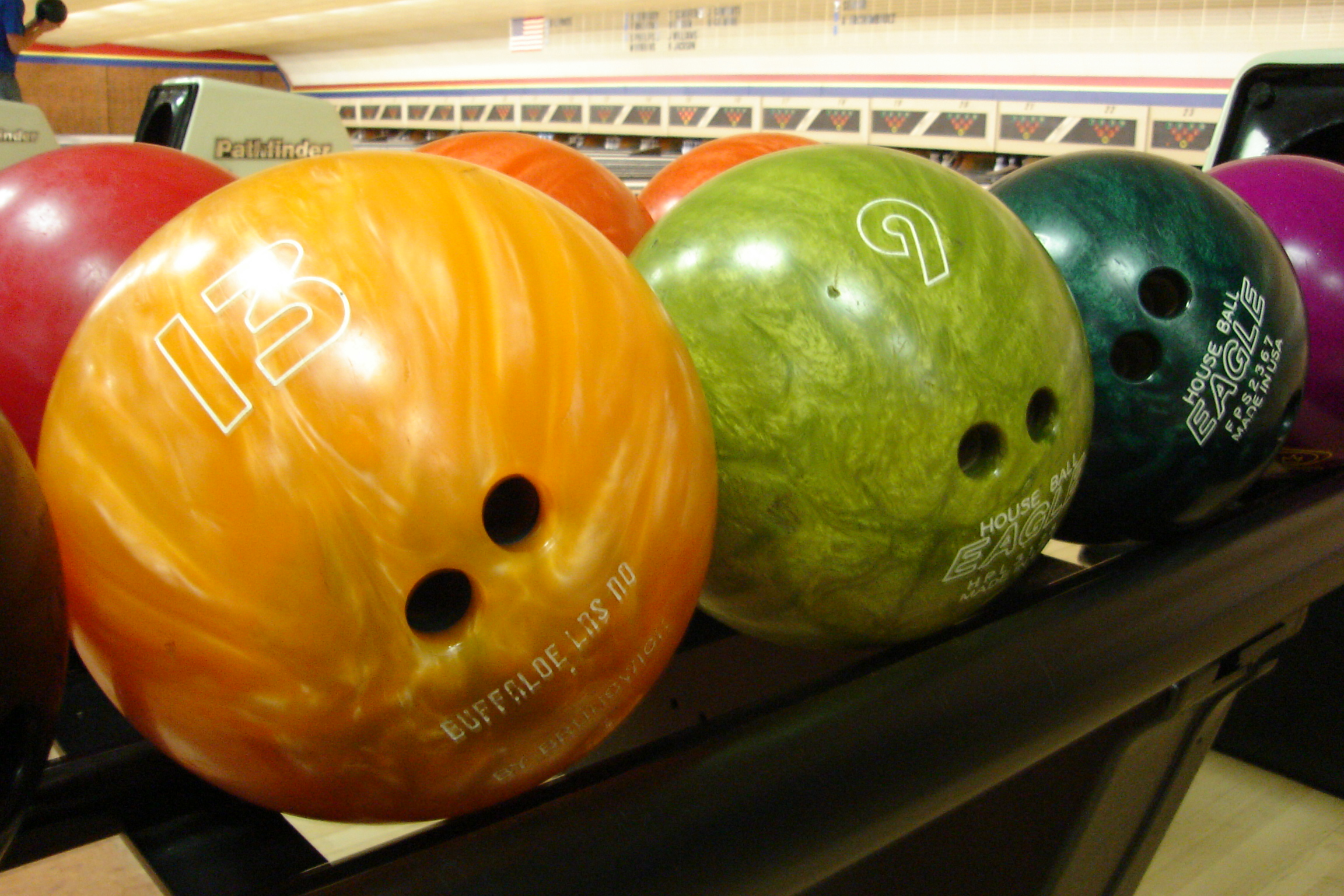
Bowling-Bälle

Die Fingerlöcher eines Bowlingballs werden als Bohrung bezeichnet. Hier unterscheidet man in der Regel zwischen der Konventionalbohrung, wie sie bei Hausbällen vorgefunden wird, und der Fingertip-Bohrung, die bei Sportbowlern üblich ist.
Bei der Konventionalbohrung werden die Löcher so angesetzt, dass der Daumen komplett im Loch verschwindet und der Mittel- und Ringfinger bis zum zweiten Fingergelenk in die Löcher passen. Da hier keine Inserts (Einlagen) in die Löcher eingearbeitet werden, ist somit ein sicherer Griff möglich.
Bei der Fingertip-Bohrung sitzt der Daumen ebenfalls vollständig im Daumenloch, Mittel- und Ringfinger  jedoch nur noch bis zum ersten Fingergelenk. Damit vergrößert sich der Spann (die Strecke zwischen Daumenloch und Fingerlöchern), was dazu führt, dass sich die Auflagefläche des Balls in der Hand vergrößert, wodurch sich die Ballkontrolle erhöht. Um hier einen sicheren Griff zu gewährleisten, werden in die Löcher meist sogenannte Inserts eingearbeitet. Für den Daumen ist das ein PVC-Einsatz, der durch seine Glätte und Härte ein schnelles und sicheres Herausgleiten des Daumens gewährleistet. Neuerdings sind diese Daumeneinsätze wechselbar, so dass bei Veränderungen während eines Turniers bei einem aufgrund der starken Beanspruchung angeschwollenen Daumen der Daumenlochdurchmesser angepasst werden kann. Die Finger-Inserts sind aus Gummi oder Silikon und daher sehr griffig mit guten Halt – dem Ball kann damit die notwendige Rotation besser mitgegeben werden. Dadurch ist es erst möglich, dem Bowlingball bei der Abgabe jenen Drall mitzugeben, den er dann im Endbereich der Bahn (Backend) für einen Hook benötigt.
Bei der Fingertip-Bohrung werden drei Kriterien berücksichtigt: Die Hand des Bowlers (die Bohrung wird genau vermessen), seine Spielweise (vor allem bei der Stellung des Pins und des Schwerpunkts des Balls) und die Eigenschaften des Bowlingballs selbst (Laufeigenschaften, Coverstock, Entfernung des Kerns von der Schale usw.).
Es dürfen laut internationalen Regeln maximal zwölf Löcher in den Bowlingball gebohrt werden, was in der Praxis jedoch nur selten vorkommt: Fünf Fingerlöcher für den Griff, je Fingerloch ein Lüftungsloch (vent-hole – maximal 1/4 Zoll Durchmesser), ein Gewichtsausgleichloch (balance hole – maximal 11/4 Zoll Durchmesser) und ein Materialausgleichsloch (mill hole – maximal 5/8 Zoll Durchmesser und maximal 1/8 Zoll Tiefe).
Die Bohrung eines persönlichen Balls (im Gegensatz zu den auf den Bowlinganlagen für jeden benutzbaren „Hausbällen“) wird im Allgemeinen durch einen speziell ausgebildeten Ballbohrer durchgeführt, da außer einer perfekten Passform (Durchmesser der Löcher, Abstände der Finger zum Daumen und Winkel der Finger-/Daumenlöcher) bei heutigen Highend-Bällen durch die Lage der Bohrung zum im Ball befindlichen Kern die Laufeigenschaften des Balls noch einmal (außer durch die Oberfläche) verändert werden können.

## Ausrüstung

### Schuhe

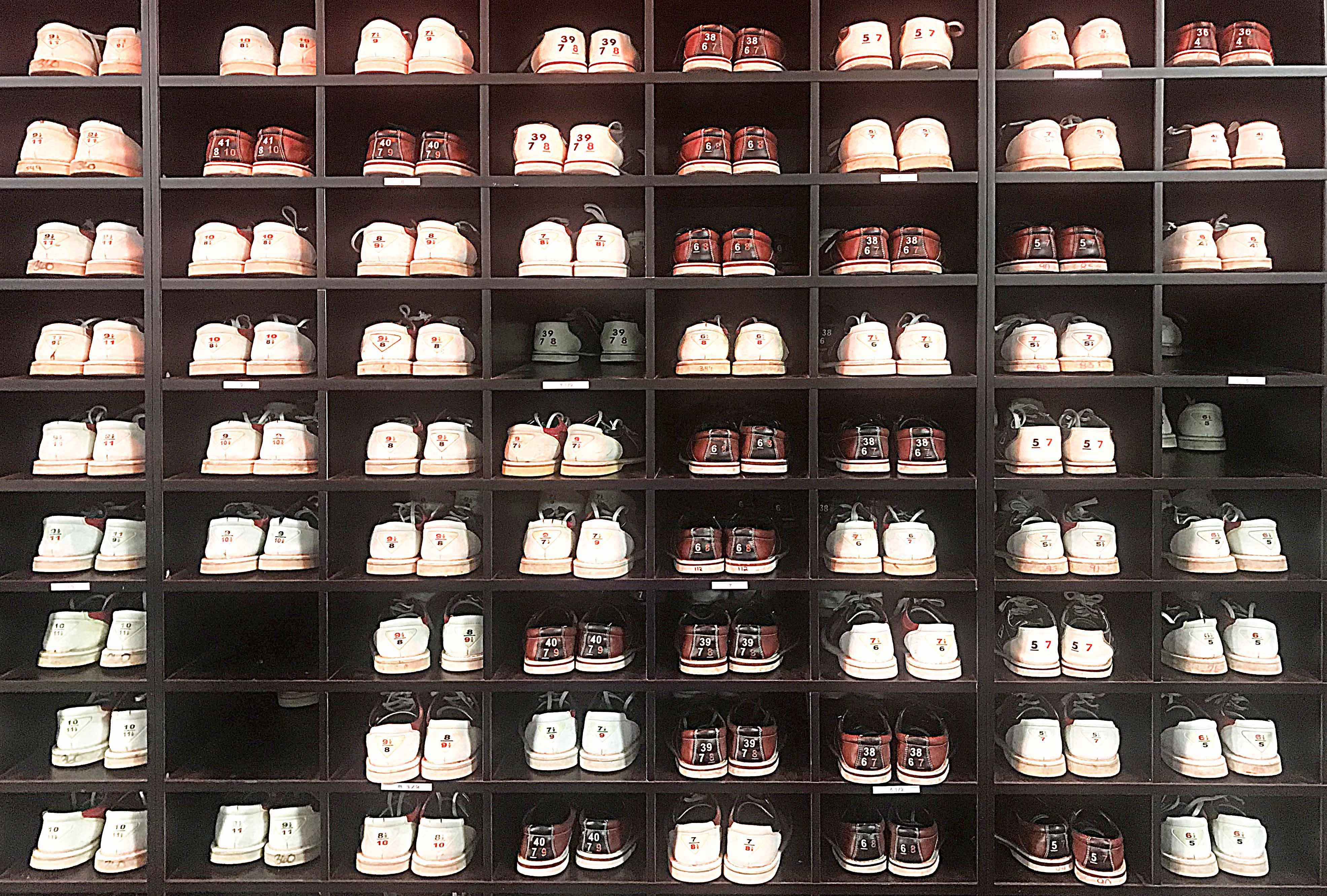
Bowlingschuhe in einem Regal

Der Bowlingschuh ist neben dem Ball der wichtigste Bestandteil der Ausrüstung des Spielers. Da der letzte Anlaufschritt ein Gleitschritt ist, hat der Schuh eine Gleitsohle – aus Leder oder Teflon – und einen Absatz aus Gummi. Einsteigerschuhe kommen heutzutage modernen Sportschuhmodellen optisch sehr nahe und haben eine Standard-Gleitsohle – diese meist auf beiden Schuhen, um diese universell für Links- und Rechtshänder verwendbar zu machen. Die Mietschuhe im Bowlingcenter entsprechen im Schnitt und der Optik noch den traditionellen Bowlingschuhen, oft in den Farben rot/weiß/blau. Meist sind diese aufwändig verarbeitet (rahmengenähte Sohlen), um eine lange Lebensdauer zu gewährleisten.
Schuhe für ernsthaftes Sportbowling sind technisch weitaus ausgereifter. Viele Marken bieten Schuhe mit so genannten „Wechselsohlen“ an. Das bedeutet, dass man die Sohlen und Absätze je nach Beschaffenheit der Anlauffläche variieren kann. Von Maximum Slide (Gleiten) und Minimum Brake (Bremse) bis zur umgekehrten Variation. In der Regel bedeutet das die Auswahl von vier bis sechs Sohlen und zwei bis vier Absätzen. Die Sohlen gehen hier von extrem rauen und langfaserigem Leder (Minimum Slide) bis hin zu Filz (Maximum Slide). Die Absätze haben hier verschiedene Härten des Gummis bis hin zu einem Zackenmuster (Maximum Brake). Die unterschiedlichen Sohlen und Absätze können einfach getauscht werden, da diese mit Klettverschluss befestigt sind. Die Gleitsohle befindet sich bei diesen Schuhen nur auf jener Seite, mit der man gleitet, d. h. hier unterscheidet man zwischen Links- und Rechtshändermodellen. Der andere Schuh hat eine normale Sohle aus Gummi. Auch haben solche Schuhe eine verhältnismäßig große Lauffläche, um dem Spieler einen sicheren Stand zu geben. Die modernen Schuhe sind größtenteils aus Känguruleder gefertigt, da dieses sehr leicht, aber strapazierfähig ist. Die Schuhe sind oft sehr teuer, halten dafür aber sehr lange.

### Handgelenkstützen
Handgelenkstützen (Wrist Support) dienen dazu, dem Bowlingspieler eine Unterstützung für das Handgelenk zu geben. Bei der Abgabe des Balls soll der Handrücken gerade sein. Da vielen Menschen die dazu nötige Kraft fehlt, kann man dies mit einer entsprechenden Handgelenkstütze korrigieren. Diese gibt es in einer großen Vielfalt, man unterscheidet in der Regel drei Kategorien:
- Handschuhe mit Stützfunktion sind Handschuhe, die ca. 5 bis 10 cm über das Handgelenk hinausgehen. Der Handschuh hat eine Aussparung für den Daumen und ist am Mittel- und Ringfinger abgeschnitten. Damit kann der Ball problemlos gehalten werden. In die Oberseite des Handschuhs ist eine Metallschiene eingearbeitet, die den Handrücken stützt. Das gesamte Konstrukt wird mittels Klettverschluss fixiert. Die Schiene lässt sich entfernen, um den Handschuh waschen zu können. Meist bestehen diese Handschuhe aus einer Kombination von Leder und Kunststoff.
- Einfachen Schienen fehlt der Handschuh, das heißt, diese werden nur am Handrücken mittels Klettverschlüssen befestigt. Der Aufbau besteht meistens aus einer Schaumstoffschicht, die auf dem Handrücken aufliegt, und darüber aus der eigentlichen Schiene aus Metall oder Kunststoff. Oft haben diese eine kleine Extension, die auch den Zeigefinger unterstützt, damit dieser bei der Abgabe am Ball bleibt, um den Rotationseffekt zu unterstützen.
- High-Tech-Schienen sind im Aufbau ähnlich der oben genannten Schienen, jedoch verfügen diese über eine Einstellmöglichkeit für den Winkel des Handgelenks nach innen oder außen und auch nach oben und unten. Hiervon verspricht man sich, die Laufeigenschaften bzw. Rotationszahlen des Balls noch weiter zu beeinflussen.

Es wird empfohlen, unter dieser Handstütze einen Frottee-Unterzieher zu tragen. Dieser nimmt den Schweiß auf, verhindert Geruchsbildung und erleichtert die Reinigung.
Es gibt Handschuhe ohne Stützfunktion. Diese sind wie der oben beschriebene Handschuh aufgebaut, aber es fehlt die Überlänge und die Schiene. Diese Handschuhe werden meist getragen, um die Griffigkeit zu erhöhen, da die Innenseite (Auflagefläche) gummiert oder mit Gumminoppen versehen ist.

### Bandagen
Des Weiteren gibt es bandagenartige Stützen bzw. Unterstützungen für die Gelenke. Diese sind in Sportgeschäften, orthopädischen Fachgeschäften oder bei spezialisierten Bowlinghändlern erhältlich.

### Tapes
Selbstklebende Bandagen, sogenannte Tapes (engl. „Klebeband“) gibt es in zwei Varianten:
- Tape Inserts sind kurze, vorgefertigte Klebestreifen, die in das Daumenloch des Bowlingballs geklebt werden. Sie bestehen aus einer Kunststoff-Gewebe-Mischung und verringern den Durchmesser des Daumenlochs. Sportbowler lassen sich das Daumenloch häufig etwas größer als notwendig anfertigen und korrigieren dies so. Während eines Turniers kann dann im Fall eines aufgrund der starken Beanspruchung angeschwollenen Daumens durch Entfernen der zuvor eingeklebten Streifen die Bohrung angepasst werden.
- Finger Tapes sind spezielle Klebebänder für die Finger des Spielers. Vergleichbar sind diese mit Heftpflaster-Streifen mit für diesen Zweck verbesserten Eigenschaften (Dehnbarkeit, Griffigkeit etc.). Sie werden auf dem Daumenrücken der Spieler verwendet, da es oft durch das so genannte „Klammern“, den Versuch, den Daumen im Loch abzuwinkeln, zu Wunden am Daumengelenk kommt. Sie werden aber auch oft für die anderen Finger der Hand verwendet, entweder zur Unterstützung der Sehnen in den Fingern (z. B. bei Volleyballspielern) oder Erhöhung der Griffigkeit auf Zeige- und kleinem Finger. Immer öfter werden sie wie oben beschrieben verwendet, zur Verringerung des Daumenlochdurchmessers. Da Tapes, welche im Daumenloch kleben, oft sehr umständlich zu entfernen sind und dann noch Kleberückstände verbleiben, ist die Handhabung der Fingertapes wesentlich einfacher.

### Sonstiges Zubehör
- Es gibt ebenfalls eine Vielfalt an Produkten zur Reinigung und Pflege der Bälle. Die meisten haben die Aufgabe, das vom Ball während des Spielens aufgenommene Öl zu neutralisieren. Schmutz, der hauptsächlich in der Maschine und Kugelrücklauf auf den Ball kommt, wird entfernt. Mit einigen Mitteln können die Laufeigenschaften des Balls verändert werden.
- Weitere Hilfsmittel sind bisweilen eine Drahtbürste zur Behandlung der Gleitsohle an den Schuhen, eine Variation an Handtüchern für sich und für den Ball, auch Mikrofasertücher zur Ballreinigung, Produkte zur Verarztung von kleinen Wunden und Schuh-Überzieher.
- Manche Bowler führen Werkzeug mit sich. Hier gibt es Werkzeug-Kombinationen, die es einem Bowler ermöglichen, während des Spielens die Fingerlöcher zu bearbeiten, sei es durch Ausschaben des Daumenlochs, wenn es zu eng ist, oder Abfeilen der Kanten, was aber auf offiziellen Turnieren während des Wettkampfs zumeist durch Regeln verboten ist.

## Inklusion

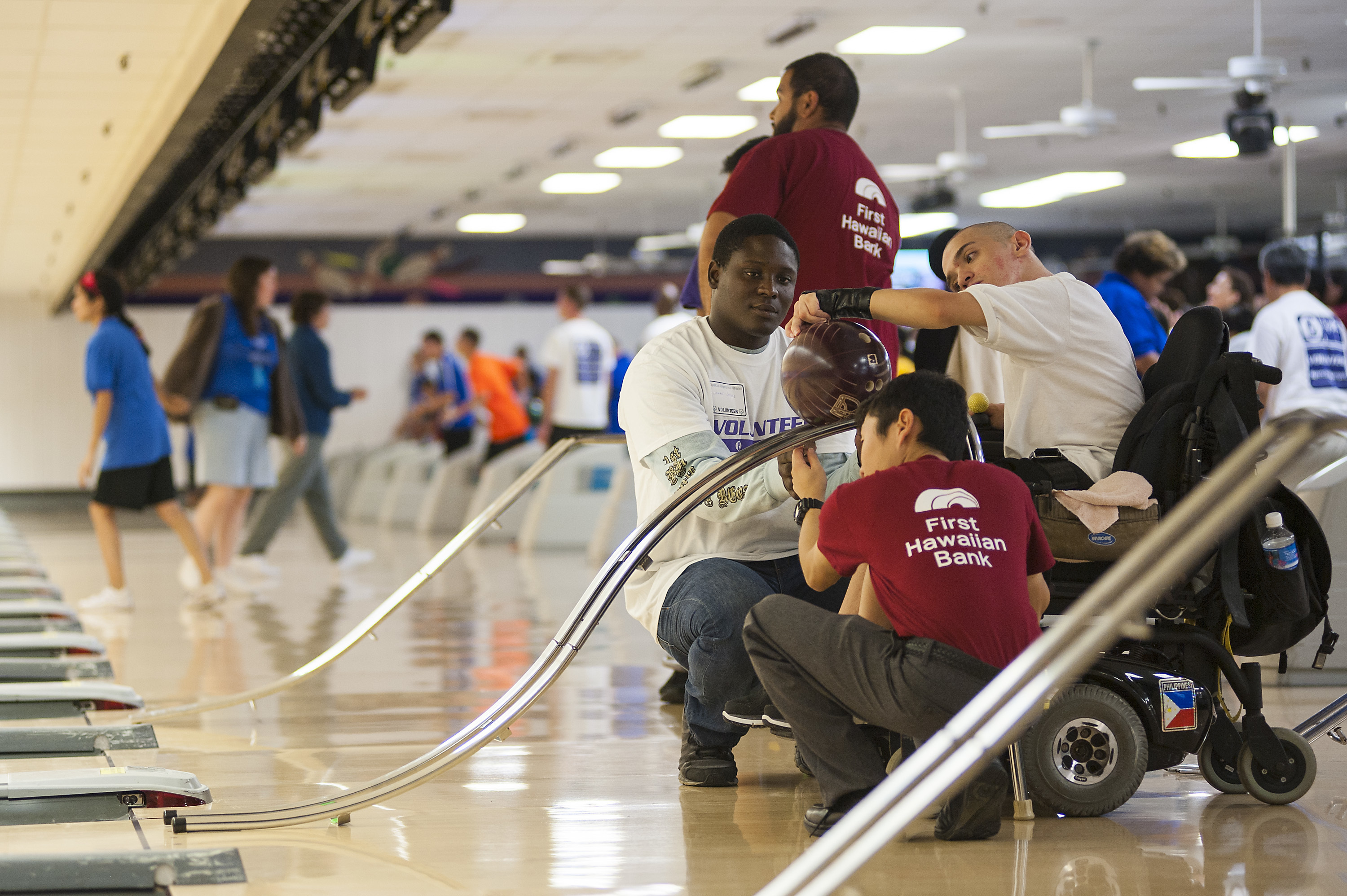
Special-Olympics-Athleten erhalten Unterstützung bei der Benutzung einer Rampe, 2014

Bowling bei Special Olympics ist eine Ballsportart, die in Wettbewerben und Trainingseinheiten der Organisation Special Olympics weltweit für geistig und mehrfach behinderte Menschen angeboten wird. Bowling ist seit 1975 bei Special Olympics World Games vertreten.

## Bowling in Deutschland
Seit 1929 gibt es Bowling in Deutschland, 1931 wurden die ersten Einzelmeisterschaften ausgetragen. Es gibt eine Reihe von Turnieren mit teilweise hohen Preisgeldern. Ein Ligabetrieb für Mannschaften mit Bundesliga und mehrgleisigen Unterligen ist seit Jahrzehnten etabliert. Die Bowling-Bundesliga der Herren wurde 1971 gegründet, 1973 folgte die Damenbundesliga. Insgesamt spielten 57 Mannschaften bei den Herren und 53 Mannschaften bei den Damen in der höchsten deutschen Spielklasse.

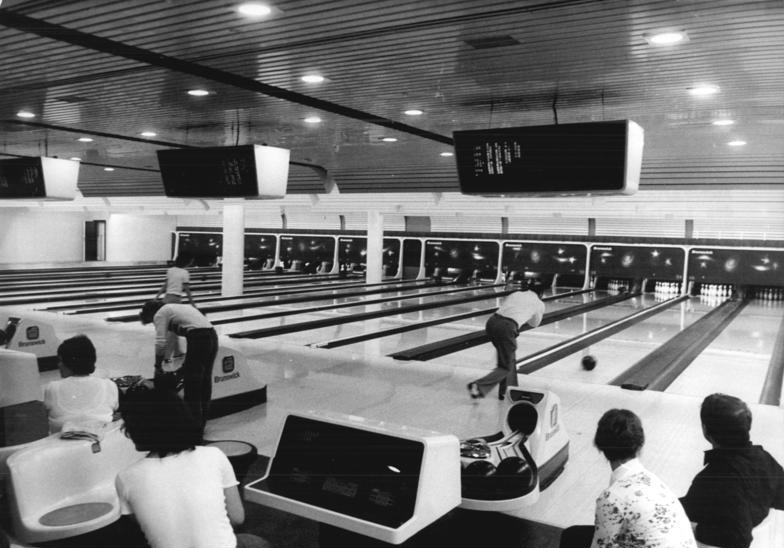
Bowling im Sport- und Erholungszentrum Berlin, 1981

Die meisten Teilnahmen – 33 Spielzeiten – kann der ASC Spandau Berlin verbuchen, der von 1971 bis 2003 Mitglied der Bundesliga war und im Sommer 2004 aufgelöst wurde. Danach folgen der 1. BC Duisburg mit 31 und die Mannschaften Kraftwerk Berlin und ABC Mannheim mit 29 bzw. 28 Spielzeiten. Rekordmeister ist bei den Herren der 1. BC Duisburg mit 10 Titeln (1992, 1993, 1994, 1996, 1997, 2000, 2002, 2005, 2007 und 2008), gefolgt vom ASC Spandau Berlin mit 8 (in den Jahren 1974–1978 5 × hintereinander) und BSC Kraftwerk Berlin mit 6 Titeln. Bei den Damen ist die Mannschaft NSF Berlin mit 12 Titeln die erfolgreichste aller Zeiten.
| Rang | Klub                      | LV  | Anzahl der Titel |
| ---- | ------------------------- | --- | ---------------- |
| 1    | 1. BC Duisburg            | NRW | 10               |
| 2    | ASC Spandau Berlin        | BER | 8                |
| 3    | BSC Kraftwerk Berlin      | BER | 6                |
| 4    | Finale Kassel             | HES | 6                |
| 5    | ABC Allianz Mannheim      | BAD | 4                |
| 6    | TSV Chemie Premnitz       | BRA | 3                |
| 7    | Viktoria Delphin München  | BAY | 2                |
| 8    | VFL Wolfsburg             | NDS | 1                |
| 9    | BC Wuppertal              | NRW | 1                |
| 10   | OBC Stuttgart-Nord        | WÜR | 1                |
| 11   | BCT Stuttgart-Nord        | WÜR | 1                |
| 12   | BCT Filderhof Stuttgart   | WÜR | 1                |
| 13   | Reinickend. Füchse Berlin | BER | 1                |
| 14   | Ratisbona Regensburg      | BAY | 1                |

Mitgliederzahlen sind nicht einfach zu ermitteln. Bowling wird in Deutschland mit Kegeln gemeinsam geführt bzw. ist eine Unterart des Kegelns wie Bohle, Schere und Asphalt. Außerdem hat Bowling in den Betriebssportligen eine hohe Beteiligung.
Während der Bowlingsport sich in den USA, Japan und in vielen europäischen Ländern (wie Skandinavien) großer Beliebtheit erfreut, bleibt er in Deutschland auch nach vielen Jahrzehnten immer noch eine Randsportart. Zwar gilt dem „Spiel“ zumindest gewisse Aufmerksamkeit, jedoch nicht dem „Sport“. Die Bowlingbahnen in vielen Städten sind – nach einer Stabilisierungsphase in den 1980er und 1990er Jahren – in der Regel von Hobbyspielern – ausgebucht. Am Wochenende finden Turniere und Ligaspiele statt, so sind die Bahnen oft tagsüber von Vereinsspielern besetzt.

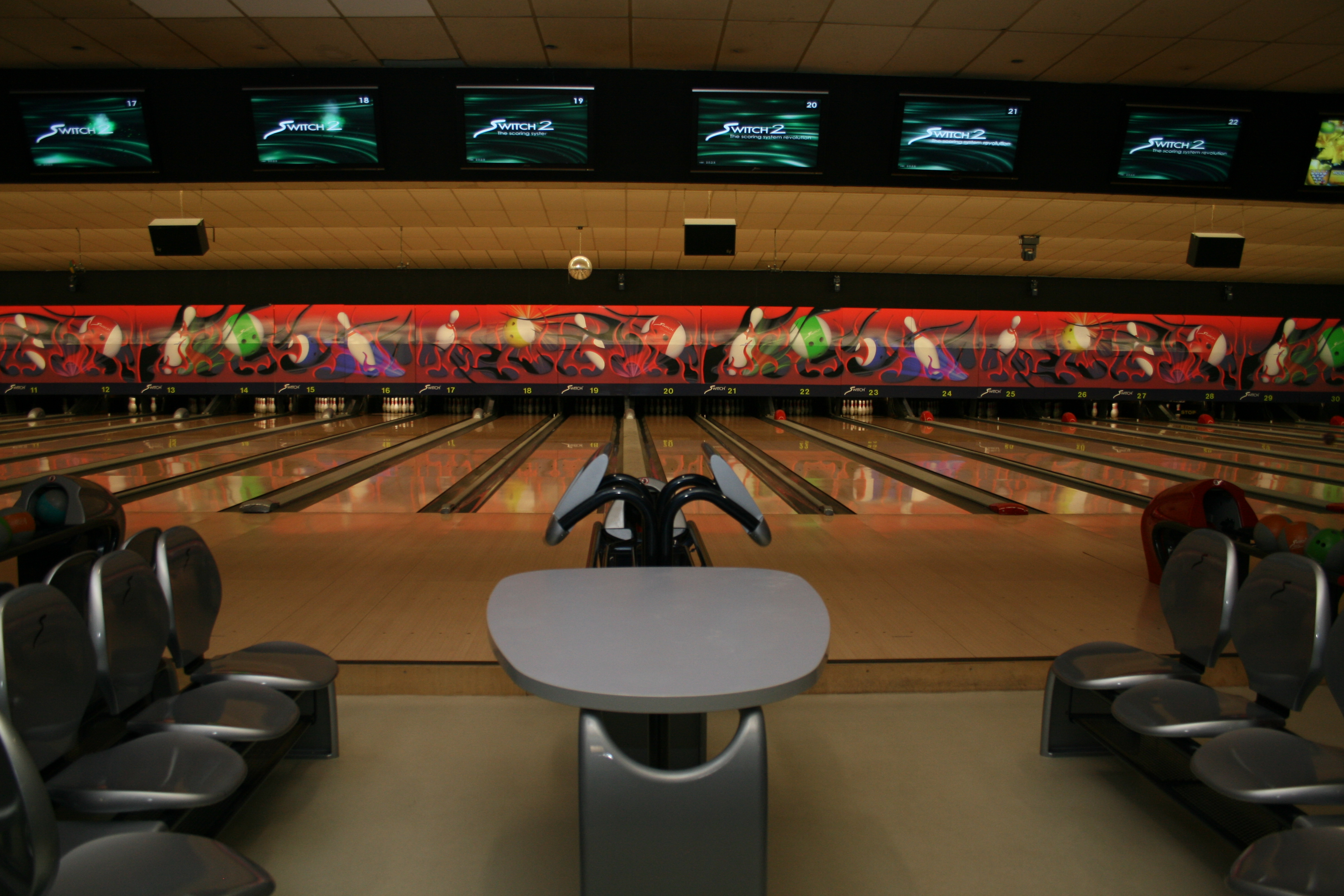
Bowling-Supercenter in Mannheim

Die Gründe für diese Entwicklung sind vielfältig.
- Bowlingbahnen sind in Deutschland immer auch gastronomische Betriebe und keine Sportstätten. Das ist dem Image als ernst zu nehmender Sport abträglich.
- Da dort früher das Rauchen erlaubt war, brachte die Gastronomie als Sportstätte immer eine Gesundheitsbelastung zum Schaden des Bowlings als ernst zu nehmenden Sport mit sich. Zusätzlich schreckte dies Nichtraucher ab. Diese Ursache wurde seit Inkrafttreten der Nichtraucherschutzgesetze in Deutschland im Jahr 2007 obsolet.
- Bowling ist in vielen Belangen ein teurer Sport, insbesondere durch Investitionen in Bälle, Schuhe, Bowlingtasche und zusätzliche Entgelte bei jeder Benutzung der Bahnen. Die Mitgliedsbeiträge liegen oft unter denen anderer Sportvereine, enthalten jedoch nicht die Möglichkeit zur kostenfreien Bahnbenutzung und damit zu Training, Turnieren oder Ligaspielen. Einem Vereinsspieler wird meist ein Rabatt gewährt, trotzdem bleibt bei intensivem Training die Bahnbenutzung ein Kostenfaktor. Bei Turnieren ist ein Startgeld üblich, die Erstplatzierten in ihren Alters- und Ranglistengruppen können jedoch Preisgelder gewinnen. Wie in der Gastronomie üblich ist der Verzehr von Mitgebrachtem verboten, so werden Getränke für die Spieler zu einem weiteren Kostenfaktor.
- Bowlingbahnen gibt es in der Regel nur in größeren Städten, entsprechend aus ländlichen Bereichen nur wenig Nachwuchs. In den Städten gab es bis in die 1990er Jahre zahllose Bahnbetriebe, oft auch zusammen mit Kegeln oder Billard. Im Laufe der 1980er Jahre verschwanden immer mehr Bahnen, so haben Großstädte mitunter nicht mehr halb so viele Spielmöglichkeiten wie zuvor. In einigen Großstädten schloss sogar die einzige Bahn, so dass einige Vereine plötzlich ohne Sportstätte waren. Im Laufe der 2000er Jahre wurden einige Bahnen neu eröffnet: die Spieler von einst kehrten nach jahrelanger Abstinenz oft nicht mehr zurück. Außerhalb der Städte gibt es noch vereinzelt Bowlingbahnen, bei denen die Pins wie beim Kegeln an Schnüren aufgehängt sind. Diese Bahnen erlauben allerdings kein vergleichbares Training, weil sich die Pins anders verhalten als bei Turnierbahnen.
- Im Fernsehen ist Bowling wenig präsent. Lediglich der Spartensender Eurosport zeigt einzelne Turniere.

### Bekannte deutsche Bowlingspieler
Beispielhaft für die vielen Erfolge deutscher Bowlingspieler kann die Weltmeisterschaft 1975 genannt werden. Anne-Dore Häfker von Hanse Hamburg wurde Bowlingweltmeisterin, das deutsche Achterteam der Herren wurde Weltmeister und die bundesdeutsche Damenmannschaft errang die Bronzemedaille.
Herren
- Fritz „Itzer“ Blum (2014 verstorben): 1968 erster Europäer überhaupt, der den Bowling World Cup gewinnt; 17-facher Deutscher Meister, 38-facher Nationalspieler
- Horst Comes (2007 verstorben): 15 Mal Deutscher Meister
- Utz Dehler: 20 Mal Deutscher Meister
- Norbert Griesert: Deutscher Nationalspieler von 1975 bis 1995, 3 × Einzel-Europacup Sieger 1989 bis 1992 (Wien, San Marino, Tours), 1 × Vize-Einzel-Europacup Meister 1988 (Dublin), Bowler of the Year 1989 der WBWA (World Bowling Writer Association), Amateur-Bronzemedaille beim PBA Brunswick Memorial World Open 1989 (Chicago), WM-Bronzemedaille im Doppel 1983 in Caracas zusammen mit Bernd Bauhofer, 5 Teilnahmen an Weltmeisterschaften (1979 Manila, 1983 Caracas, 1987 Helsinki, 1991 Singapur und 1995 Reno als Interimscoach), EM-Goldmedaille Einzel 1989 s’Hertogenbosch, 3 × Vize-Europameister im Einzel, Trio und Team (1977 Helsinki und 1989 s’Hertogenbosch), EM-Bronzemedaille Team (1985 Wien), 3 Teilnahmen an Europameisterschaften (1977 Helsinki, 1985 Wien und 1989 s’Hertogenbosch), 10 × Deutscher Mannschaftsmeister (ASC Berlin und BSC Kraftwerk Berlin), 2 × Deutscher Einzelmeister 1987 und 1988, 1 × Deutscher Doppelmeister 1983, 1 × Deutscher Vereinspokalmeister 1982, 1 × Deutscher Jugendmeister 1975, 34 nationale und internationale Turniersiege, erster und bis 2006 einziger Amateur der eine 300 (perfektes Spiel) auf der Profitour, der PBA Tour erzielte (1989 PBA Brunswick Memorial Open in Chicago)
- Achim Grabowski: 15 × Deutscher Meister, 5 × Vize-Europameister, 3 × Vize-Weltmeister
- Jens Nickel: mehrfacher Deutscher Meister, World Tenpin Masters Sieger 2005, Vizeweltmeister 2003, Europameister 1997, Bowler des Jahres 2003 und 2005
- Peter Knopp: mehrfacher Deutscher Meister, Bowler des Jahres 1992, Mitglied der PBA (Professional Bowlers Association) von 1991 bis 1994, seit 2010 Mitglied der PBA Senior Tour
- Marco Baade: mehrfacher deutscher Meister A-Jugend, Junioren und Aktive; WM-Bronze 2010; EM-Bronze 2009, 2012, 2× 2015
- Paul Sullivan Purps: mehrfacher Deutscher Meister Jugend B, A und Junioren, Jugendeuropameister 2021 in Tilburg, Silber im Team und Bronze im Doppel, IBF Weltcupgewinner 2022 in Australien, Bronzemedaille bei der Europameisterschaft 2023 im Trio in Frankreich, Juniorenweltmeister im Einzel und Doppel 2024 in Korea, Bowler des Jahres 2022, 2023 und 2024, spielt im Team des TSV Chemie Premnitz in der 1. Bundesliga (Gewinn der Deutschen Meisterschaft im Team 2022, 2023, 2024), acht perfekte Spiele (300)

Damen
- Martina Beckel: 2 × Weltmeisterin, Bowlerin des Jahres 2009, WTBA Hall of Fame
- Tanya Cuva (Petty): 1 × Weltmeisterin
- Patricia Luoto (Schwarz): Nationalspielerin, Siegerin der World Games 1997, Siegerin German Open 1999, Siegerin Ladies Open 1999 + 2001, Siegerin Vienna Open 2008, über 20 nationale Meisterschaften und Titel (dabei 12 Silber und 11 Bronze Medaillen), mehrere Silber- und Bronzemedaillen bei Welt- und Europameisterschaften, erstes perfekte Spiel (300) überhaupt bei den World Games 2009 (Kaohsiung/Taipei)

## Bowling als Freizeitveranstaltung

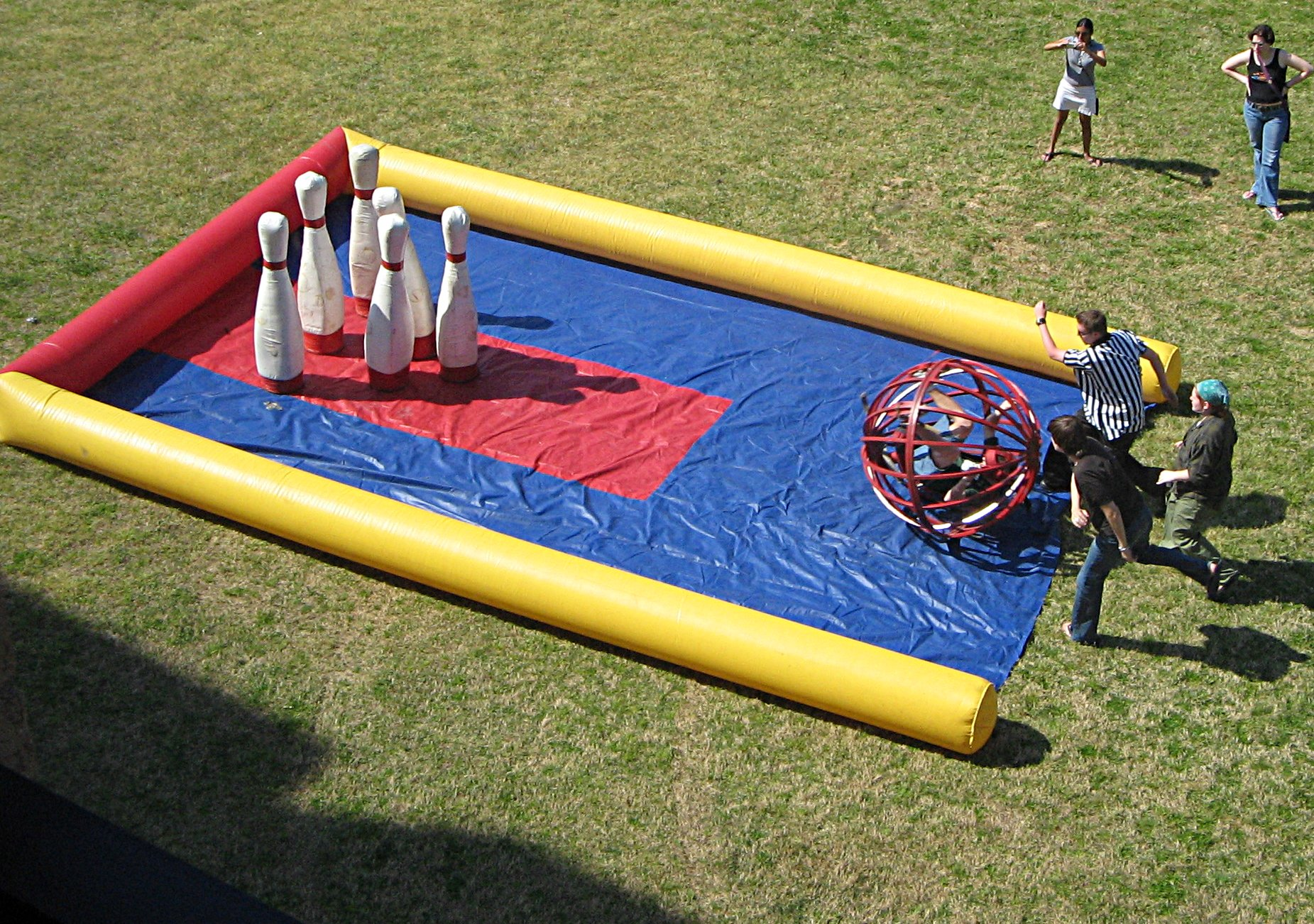
Funbowling mit „lebenden Kugeln“

Viele Bowlingcenter veranstalten „Funbowlingtage“, auch als „Discobowling“ oder „Moonlightbowling“. Die Bahnen werden mit Discolichtern beleuchtet und die Bowlingbälle sind fluoreszierend. In verschiedenen Spielarten erscheint manchmal ein farbiger Pin, welcher signalisiert, dass jetzt ein Strike erzielt werden muss oder nur bestimmte Pins abgeräumt werden dürfen. Beim Erfolg winken Preise. Durch den immer weiter steigenden Kreis an Freizeitbowlingspielern haben sich in vielen Bowlingcentern sogenannte Hausligen gegründet. Diese Hausligen basieren auf sehr unterschiedlichen Regelwerken und Strukturen und sind mit den offiziellen Wettkämpfen der DBU nicht zu vergleichen. In einer Hausliga spielen vereinzelt über 1000 Hobbyspieler.

## Unterschiede zum Kegeln

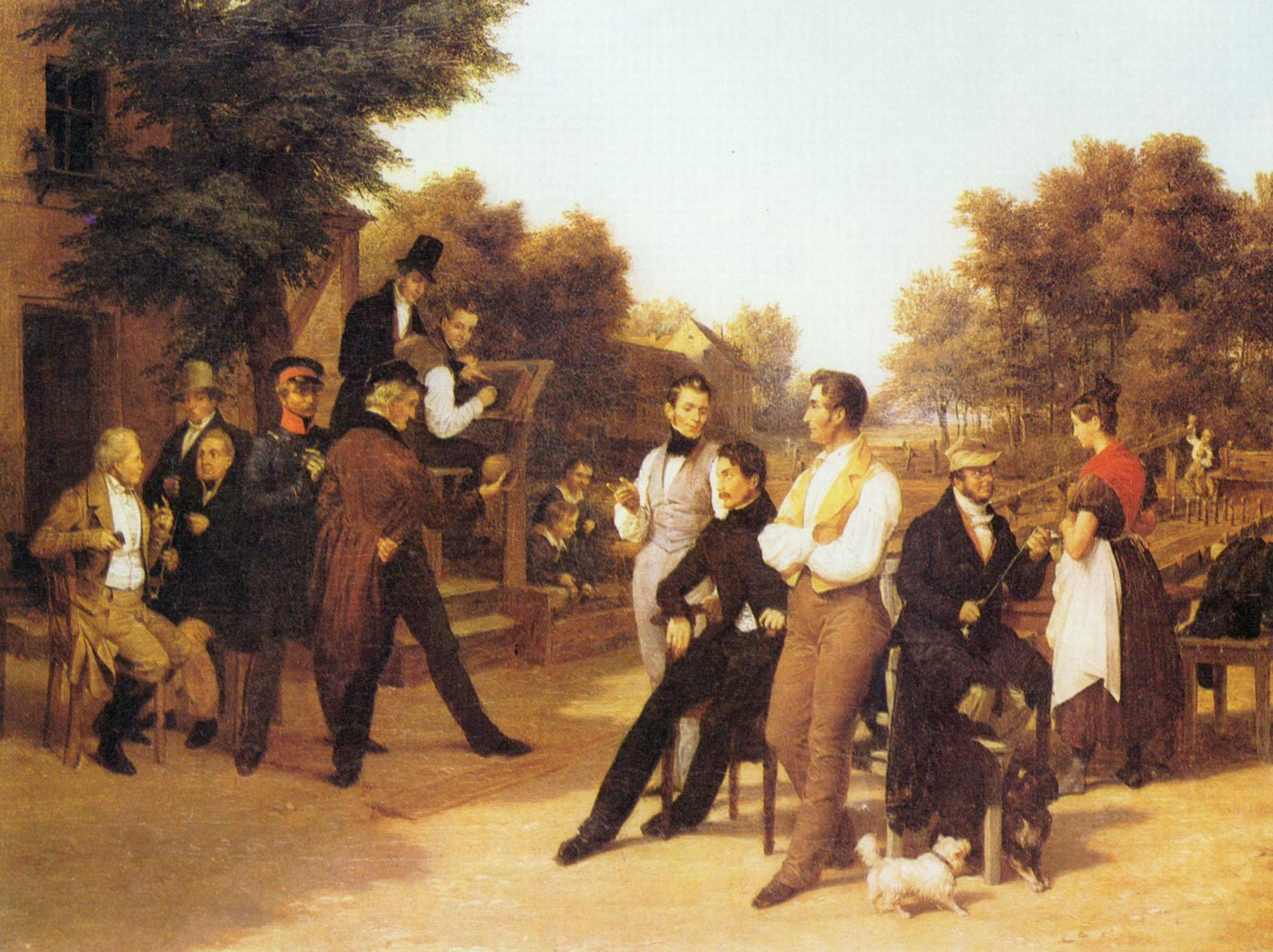
Friedrich Eduard Meyerheim: Die Kegelgesellschaft, 1834

- Die Lauffläche der Bahn beim Bowling entspricht der dreifachen Breite einer Scheren- oder Bohlekegelbahn (105 cm im Vergleich zu 35 cm) und ist etwas schmaler als die Classic-Kegelbahn (Asphaltkegelbahn) mit 150 cm in der Bandenausführung und 134 cm in der Ausführung mit Fehlwurfrinne. Im Unterschied zu den Kegelvarianten Schere und Bohle ist sie nicht gekehlt, sondern eben.
- Die Bowlingbahnen sind mit einem Ölfilm überzogen. Dieser ist in der Regel 40 Fuß (12,19 m) lang von der Foullinie bis zum nichtgeölten Backendbereich, welcher aus den hinteren 20 Fuß (6,09 m) besteht.
- Die Kugel wird beim Bowling als Ball bezeichnet und ist wesentlich größer und schwerer. Um sie kontrolliert werfen zu können, sind drei Löcher für die beiden mittleren Finger und den Daumen vorhanden. Die Bezeichnung „Ball“ wurde aus dem englischen Sprachraum übernommen, da es im Englischen keine Unterscheidung zwischen „Kugel“ und „Ball“ gibt.
- Es wird auf zehn Pins anstatt auf neun Kegel geworfen (daher der Ausdruck „Tenpin Bowling“). Die Pins sind in einem gleichseitigen Dreieck angeordnet. Eine Spitze des Dreiecks zeigt in Richtung des Spielers.
- Diverse Begriffe des Bowlings entstammen dem Amerikanischen und unterscheiden sich daher vom Kegeln.
- Beim Bowling werden die Pins durch so genannte Pin-Setter-Maschinen aufgestellt und stehen daher frei (im Gegensatz zum Kegeln, bei dem die Kegel an Schnüren hängen). Es gibt zwar Bowlingbahnen mit Schnüren, diese werden aber nicht für offizielle Wettbewerbe zugelassen.
- Bowling unterscheidet sich stark durch den Ablauf der Bewegungen des Spielers. In Bowlingschulen wird meist die 4-Schritte-Technik trainiert, welche im Gegensatz zum Kegeln mit einem Gleitschritt endet.

## Glossar
Englische Ausdrücke sind im aus den USA kommenden Bowling verbreitet und wurden übernommen.
- Approach: „Anlauf“ – die Fläche der Bowlingbahn, auf der sich der Spieler der Foullinie nähert
- Backend: „Hinteres Ende“ – das nicht geölte letzte Drittel der Bowlingbahn vor dem Pindeck
- Ball: Bezeichnet einerseits die Bowlingkugel, andererseits auch einen Wurf in einem Frame
- Ballreturn: „Ballrückgabe“ – der Teil der Bowlingbahn, der den Ball wieder nach vorne zum Spieler zurückbringt
- Brooklyn: Eintreten des Bowlingballs auf der linken Seite vom Headpin (bei einem Rechtshänder)
- Core: „Kern“ – eines Bowlingballs (vgl. Strikeball)
- Coverstock: „Hülle“ – äußere Schicht eines Bowlingballs.
- Curve: „Kurve“ – eine gleichmäßige Kurvenbewegung des Balls in Richtung Pins
- Double: „Doppel“ – zwei Strikes hintereinander werden Double genannt
- Five Bagger: fünf Strikes hintereinander
- Foul Line: „Foullinie“ – wird diese Linie bei der Ballabgabe übertreten, ist der Wurf ungültig
- Four Bagger: vier Strikes hintereinander
- Frame: „Rahmen“ – wird aber hier als einzelner Durchgang eines Spiels bezeichnet; ein Spiel hat 10 Frames
- Gutter: „Rinne“ – die Vertiefung links und rechts der Bowlingbahn. Kommt der Ball von der Bahn ab, dann wird er mit Hilfe des Gutters nach hinten zur Maschine geleitet.
- Gutterball: „Nullwurf“ – ein Wurf in die Rinne, ohne dass ein Kegel berührt wurde. Im Deutschen wird dies oft als „Pudel“ oder „Ratte“ bezeichnet.
- Headpin: „Kopfkegel“ – der dem Spieler am nächsten stehende Pin trägt die Nummer 1
- Hook: „Haken“ – eine schnelle, sehr starke Richtungsänderung des Bowlingballs auf dem Weg zu den Pins wird als Hook im Gegensatz zum Curve bezeichnet
- In the Pocket: „in die Tasche“ – der ideale Eingang eines Balls in die Pins, beim Rechtshänder rechts vom Headpin (1 und 3), auch Gasse genannt
- In a row: „In einer Reihe“ – Ab dem fünften Strike in Folge spricht man von einem „… in a row“ (selten wird „… in a row“ auch für zwei bis vier Strikes verwendet).
- Inserts: „Einlagen“ – so werden die Einlagen in den Bohrungen des Bowlingballs genannt
- Kingpin: „Königskegel“ – so wird der hinter dem vordersten Pin stehende Pin bezeichnet. Er trägt die Nummer 5.
- Lane: „Bahn“ – Bezeichnung für die Bowlingbahn
- Pin: „Kegel“
- Pindeck: „Kegelbrett“ – der Raum, auf dem sich die Pins befinden
- Polish Process: „Polierprozess“ – gibt den Grad an Politur eines Bowlingballs an – das hat Auswirkungen auf die Laufeigenschaften
- RG, Radius of Gyration: „Trägheitsradius“ – gibt an, wie weit der Core vom Coverstock entfernt ist. Wichtig beim Bohrmuster eines Bowlingballs
- Sanding Process: „Schleifprozess“ – gibt den Grad des Anschleifens eines Bowlingballs an – das hat Auswirkungen auf die Laufeigenschaften
- Sixpack: „Sechserpack“ – sechs Strikes hintereinander
- Spare: „Ersatz“ – wenn alle 10 Pins erst beim 2. Wurf abgeräumt werden können, scherzhaft für Ersatz-Strike
- Spareball: Der Ball, mit dem einzelne verbliebene Pins abgeräumt werden, hier nicht mit Ersatzball zu verwechseln
- Split: „Spaltung“ – wenn ein oder mehrere Pins auseinander stehen bleiben, der Headpin aber gefallen ist
- Strike: „Streich“ – wenn alle 10 Pins mit dem ersten Wurf sofort abgeräumt werden
- Strikeball: der Ball, mit dem der erste Wurf im Frame (Anwurf) getätigt wird. Dieser unterscheidet sich im Aufbau und Ausführungen vom Spareball
- Tape: „Klebeband“ – Bänder, die zur Unterstützung oder Schonung der Finger beim Bowlingspielen angelegt werden
- Tape Insert: „Klebeband-Einlage“ – wird meist in das Daumenloch eines Balls geklebt, um dessen Durchmesser zu verringern
- Turkey: „Truthahn“ – drei Strikes in Serie
- Washed Out: „ausgewaschen“ – wenn nach dem ersten Wurf zwei oder mehrere Pins auseinander stehen bleiben, wobei der Headpin aber noch steht
- Wrist Glove: „Handschuh“ – ein Handschuh mit Unterstützungsfunktion für das Handgelenk
- Wrist Support: „Handgelenkunterstützung“ – eine Schiene, die das Handgelenk stützt, jedoch ohne Handschuh

### Verbände
Deutschland
- Bundesverband Bowling e. V.
- Deutsche Bowling Union
- Deutscher Bowling Verband
- Freizeit-Bowler-Vereinigung 1979 e. V.

Österreich
- Österreichischer Sportkegel- und Bowlingverband

Schweiz
- Schweizerischer Bowling Verband

International
- European Ten Pin Bowling Federation